# Las Flores
Las Flores – jednostka osadnicza w Stanach Zjednoczonych, w stanie Kalifornia, w hrabstwie Orange.